# II Giochi della Francofonia
I II Giochi della Francofonia, si sono svolti in Francia, nella città di Parigi, dal 5 al 13 luglio 1994.

## Paesi partecipanti
- Benin
- Bulgaria
- Burkina Faso
- Burundi
- Camerun
- Cambogia
- Canada
- Nuovo Brunswick
- Québec
- Ciad
- Costa d'Avorio
- Comore
- Comunità francofona del Belgio
- Rep. del Congo

- Gibuti
- Dominica
- Egitto
- Francia
- Gabon
- Guinea
- Guinea-Bissau
- Guinea Equatoriale
- Haiti
- Laos
- Libano
- Lussemburgo
- Madagascar
- Mali

- Marocco
- Mauritius
- Mauritania
- Monaco
- Niger
- Rep. Centrafricana
- Romania
- Saint Lucia
- Senegal
- Seychelles
- Svizzera
- Togo
- Tunisia
- Vietnam

## Sport
- Atletica leggera (dettagli)
- Atletica leggera paralimpica (dettagli)
- Calcio (dettagli)
- Judo (dettagli)
- Pallacanestro (dettagli)
- Pallamano (dettagli)
- Tennistavolo (dettagli)
- Lotta (dettagli)

## Medagliere
Paese ospitante
| Posiz. | Nazione                        | Oro | Argento | Bronzo | Totale |
| ------ | ------------------------------ | --- | ------- | ------ | ------ |
| 1      | Francia                        | 28  | 28      | 24     | 80     |
| 2      | Romania                        | 16  | 3       | 5      | 24     |
| 3      | Canada                         | 14  | 10      | 15     | 39     |
| 4      | Québec                         | 8   | 4       | 16     | 28     |
| 5      | Marocco                        | 6   | 11      | 7      | 24     |
| 6      | Tunisia                        | 4   | 7       | 1      | 12     |
| 7      | Egitto                         | 2   | 5       | 4      | 11     |
| 8      | Svizzera                       | 2   | 1       | 5      | 8      |
| 9      | Senegal                        | 2   | 1       | 3      | 6      |
| 10     | Comunità francofona del Belgio | 1   | 3       | 6      | 10     |
| 11     | Madagascar                     | 1   | 2       | 3      | 6      |
| 12     | Burkina Faso                   | 1   | 0       | 2      | 3      |
| 13     | Togo                           | 1   | 0       | 1      | 2      |
| 14     | Guinea                         | 1   | 0       | 0      | 1      |
| 14     | Libano                         | 1   | 0       | 0      | 1      |
| 16     | Costa d'Avorio                 | 0   | 3       | 3      | 6      |
| 17     | Rep. del Congo                 | 0   | 3       | 2      | 5      |
| 18     | Nuovo Brunswick                | 0   | 1       | 2      | 3      |
| 19     | Rep. Centrafricana             | 0   | 1       | 0      | 1      |
| 19     | Dominica                       | 0   | 1       | 0      | 1      |
| 19     | Gabon                          | 0   | 1       | 0      | 1      |
| 19     | Mali                           | 0   | 1       | 0      | 1      |
| 23     | Cambogia                       | 0   | 0       | 2      | 2      |
| 23     | Lussemburgo                    | 0   | 0       | 2      | 2      |
| 23     | Mauritius                      | 0   | 0       | 2      | 2      |
| 26     | Burundi                        | 0   | 0       | 1      | 1      |
| 26     | Gibuti                         | 0   | 0       | 1      | 1      |
| 26     | Vietnam                        | 0   | 0       | 1      | 1      |

## Collegamenti
- Vincitori all'edizione 1994, su jeux.francophonie.org. URL consultato l'8 aprile 2014 (archiviato dall'url originale il 24 dicembre 2013).
- Medagliere totale, su jeux.francophonie.org.